# Fourqueux
Fourqueux – miejscowość i gmina we Francji, w regionie Île-de-France, w departamencie Yvelines. W 2016 roku populacja ówczesnej gminy wynosiła 4230 mieszkańców. 
Dnia 1 stycznia 2019 roku połączono dwie wcześniejsze gminy: Fourqueux oraz Saint-Germain-en-Laye. Siedzibą gminy została miejscowość Saint-Germain-en-Laye, a nowa gmina przyjęła jej nazwę.